# Remolino
Remolino là một khu tự quản thuộc tỉnh Magdalena, Colombia. Thủ phủ của khu tự quản Remolino đóng tại Remolino Khu tự quản Remolino có diện tích 599 ki lô mét vuông. Đến thời điểm ngày 28 tháng 5 năm 2005, khu tự quản Remolino có dân số 11966 người.